# RTL Saleshouse
Az RTL Saleshouse (korábban R-Time) egy média-kereskedőház Magyarországon, amely televízióadók reklámidejét és a hozzájuk kapcsolódó honlapok reklámfelületeit értékesíti, és amely 100%-ban az RTL Magyarország tulajdona. A cég az elsők között volt Magyarországon a reklámidő-szolgáltatással foglalkozó cégek körében. A vállalat 2004 szeptemberében alakult meg, kezdetben az RTL Klub mellett további 6 tévécsatornával. Legnagyobb vetélytársa az Atmedia.
2022. szeptember 2-án bejelentették a cég átnevezését, amely az RTL Magyarország 25 éves születésnapi megújulásának része. A változás 2022. október 3-án lépett életbe, és onnantól kezdve a vállalat RTL Saleshouse néven folytatja működését.

## Portfóliója

### Jelenlegi csatornák
| Csatornanév:      | Kategória:                    | Indulás dátuma: | Tulajdonos:                                | Joghatóság:   |
| ----------------- | ----------------------------- | --- | ------------------------------------------ | ------------- |
| AMC               | Filmek                        | 2006. október 26. (MGM néven) 2014. november 5. (AMC néven) | AMC Networks Central & Northern Europe     | Csehország    |
| AXN               | Film, sorozat és szórakoztató | 2003. október 17. | CEE Thematics B.V. (Antenna Entertainment) | Hollandia     |
| Canal+ Action     | Film                          | | Canal+                                     | Luxemburg     |
| Comedy Central    | Humor                         | 2008. október 1. (VH1-nal osztott csatorna) 2009. május 1. (önálló csatorna) | Paramount Global                           | Csehország    |
| Cool TV           | Humor                         | 2003. szeptember 15. (M+ néven) 2004. szeptember 4. (Cool TV néven) | RTL Magyarország                           | Luxemburg     |
| Film+             | Filmek                        | 2003. szeptember 15. (F+ néven) 2004. szeptember 4. (Film+ néven) | RTL Magyarország                           | Luxemburg     |
| Filmbox           | Filmek                        | 2010. szeptember 1. (Magyarország, Románia, Bulgária) | SPI International                          | Spanyolország |
| Filmcafé          | Filmek                        | 1998. október 9. (Európai adásváltozatú Romantica néven) 2000. január 10. (Magyar Romantica néven) 2006. június 26. (Zone Romantica néven) 2012. július 2. (Film Café néven) 2015. május 18. (Filmcafé néven) | AMC Networks Central & Northern Europe     | Csehország    |
| Film Mánia        | Filmek                        | 2000. november 27. (Filmmúzeum néven) 2012. július 2. (Film Mánia néven) | AMC Networks Central & Northern Europe     | Csehország    |
| History Channel   | Történelem                    | 2010. január 1. | A+E Networks                               | Németország   |
| JimJam            | Gyermek                       | 2007. november (magyar nyelven) | AMC Networks Central & Northern Europe     | Spanyolország |
| Kölyökklub        | Gyermek                       | 2023. december 15. | RTL Magyarország                           | Luxemburg     |
| Minimax           | Gyermek                       | 1999. december 6. | AMC Networks Central & Northern Europe     | Csehország    |
| Moziklub          | Filmek                        | 2023. december 15. | RTL Magyarország                           | Luxemburg     |
| Muzsika TV        | Zene                          | 2009. november 6. | RTL Magyarország                           | Luxemburg     |
| Nickelodeon       | Gyermek                       | 1999. október 6. | Paramount Global                           | Csehország    |
| Nick Jr.          | Gyermek                       | 2000. szeptember 1. (Európai adásváltozat) 2013. október 1. (Magyar adásváltozat) | Paramount Global                           | Hollandia     |
| Nicktoons         | Gyermek                       | 2019. április 1. | Paramount Global                           | Hollandia     |
| Paramount Network | Filmek                        | 2014. február 14. (Paramount Channel néven) 2020. december 17. (Paramount Network néven) | Paramount Global                           | Csehország    |
| RTL               | Általános                     | 1997. október 27. | RTL Magyarország                           | Magyarország  |
| RTL Gold          | Retró                         | 2008. április 2. (Film+ 2 néven) 2017. július 3. (RTL Gold néven) | RTL Magyarország                           | Luxemburg     |
| RTL Kettő         | Humor                         | 2012. október 1. | RTL Magyarország                           | Luxemburg     |
| RTL Három         | Filmek, labdarúgás            | 2008. április 2. (Poén!) 2010. december 20. (Prizma TV) 2014. május 1. (RTL+) 2022. október 28. (RTL Három)                                                                                                   | RTL Magyarország                           | Luxemburg     |
| RTL Otthon        | Általános                     | 2023. december 15. | RTL Magyarország                           | Luxemburg     |
| Sorozatklub       | Általános                     | 2023. december 15. | RTL Magyarország                           | Luxemburg     |
| Sorozat+          | Általános                     | 2008. április 2. | RTL Magyarország                           | Luxemburg     |
| SkyShowtime 1     | Prémium filmcsatorna          | 2024. november 27. | SkyShowtime                                | Hollandia     |
| SkyShowtime 2     | Prémium filmcsatorna          | 2024. november 27. | SkyShowtime                                | Hollandia     |
| Spektrum          | Dokumentum                    | 1995. február 1. | AMC Networks Central & Northern Europe     | Csehország    |
| Spektrum Home     | Általános                     | 2005. december 1. (TV Deko néven) 2008. szeptember 26. (Deko néven) 2011. április 15. (Spektrum Home néven)                                                                                                   | AMC Networks Central & Northern Europe     | Csehország    |
| Sport TV          | Sport                         | 2000. október 5. (Sport 1) 2004. szeptember 4. (Sport 2) | AMC Networks Central & Northern Europe     | Csehország    |
| TeenNick          | Gyermek                       | 2016. december 1. (RTL Spike néven) 2021. január 12. (TeenNick néven) | Paramount Global                           | Csehország    |
| TV Paprika        | Főzés                         | 2004. szeptember 4. | AMC Networks Central & Northern Europe     | Csehország    |
| Viasat 2          | Film, sorozat és szórakoztató | 2006. május 1. (AXN Sci-Fi néven) 2013. október 1. (AXN White néven) 2017. október 3. (Sony Max néven) 2022. március 24. (Viasat 2 néven)                                                                     | CEE Thematics B.V. (Antenna Entertainment) |               |
| Viasat 3          | Film, sorozat és szórakoztató | 2000. október 23. | CEE Thematics B.V. (Antenna Entertainment) |               |
| Viasat 6          | Film, sorozat és szórakoztató | 2008. január 28. | CEE Thematics B.V. (Antenna Entertainment) |               |
| Viasat Film       | Film, sorozat és szórakoztató | 2006. május 1. (AXN Crime néven) 2013. október 1. (AXN Black néven) 2017. október 3. (Sony Movie Channel néven) 2022. március 24. (Viasat Film néven)                                                         | CEE Thematics B.V. (Antenna Entertainment) |               |

### Korábbi csatornák
A csatornaköltöztetési időpontok dőlt betűkkel, míg a csatornamegszüntetési időpontok félkövérrel vannak jelölve.
| Csatornanév:                             | Meddig:                                                                      |
| ---------------------------------------- | ---------------------------------------------------------------------------- |
| Animax                                   | 2011. december 31.                                                           |
| Boomerang                                | 2023. március 17.                                                            |
| Cartoon Network                          | 2011. december 31. (első alkalommal) 2023. december 31. (második alkalommal) |
| Cartoonito                               | 2023. december 31.                                                           |
| Comedy Central Family                    | 2024. július 6.                                                              |
| Discovery Channel                        | 2016. december 31.                                                           |
| DoQ                                      | 2013. január 31.                                                             |
| The Fishing & Hunting Channel            | 2013. január 31.                                                             |
| Hálózat TV                               | 2006. december 31.                                                           |
| ID Xtra (jelen: Investigation Discovery) | 2016. december 31.                                                           |
| LifeTV                                   | 2018. január 10.                                                             |
| Magyar MTV                               | 2022. március 31.                                                            |
| OzoneTV                                  | 2018. január 10.                                                             |
| Reflektor TV                             | 2012. december 31.                                                           |
| RTL Spike (jelen: TeenNick)              | 2021. január 12.                                                             |
| Sportklub                                | 2013. január 31.                                                             |
| Sportklub+                               | 2009. október 15.                                                            |
| TLC                                      | 2016. december 31.                                                           |
| VIVA (jelen: Comedy Central Family)      | 2017. október 3.                                                             |

## Honlapjai
- RTL Magyarország (http://rtl.hu)
- RTL+ (http://www.rtlplusz.hu)
- SkyShowtime (http://skyshowtime.com/hu)
- AXN (http://www.axn.hu)
- Viasat Film (https://www.viasatfilm.hu)
- Viasat 2 (http://www.viasat2.hu)
- Viasat 3 (http://viasat3.hu)
- Viasat 6 (http://viasat6.hu)

Korábban a CartoonNetwork.hu is ide tartozott.